# Manuel Marcondes de Moura e Costa
Manuel Marcondes de Moura e Costa (1829 — Pindamonhangaba, 27 de setembro de 1888) foi um político brasileiro.

## Vida
Foi deputado geral suplente e provincial e, como vice-presidente, governou a província de São Paulo, de 7 de janeiro a 10 de abril de 1882. Militava pelo Partido Liberal.